# Maïthili
Pour un article plus général, voir Bihari.
Le maïthili (autonyme : मैथिली maithilī) est une langue de la famille des langues indo-iraniennes qui fait partie des langues indo-européennes. Il est parlé en Inde dans l'État du Bihar, et au Népal dans la partie orientale du Teraï. Les linguistes considèrent que le maïthili est une langue indo-aryenne orientale, différente du hindi, alors qu'il a été longtemps considéré comme un dialecte de l'hindi ou du bengalî. Ce n'est qu'en 2003 qu'il a acquis le statut de langue autonome en Inde et depuis 2007 qu'il est reconnu au Népal par la constitution comme l'une des 129 langues népalaises.

## Prononciation

### Voyelles
|             | Antérieure | Antérieure | Centrale | Centrale | Postérieure | Postérieure |
| ----------- | ---------- | ---------- | -------- | -------- | ----------- | ----------- |
| Fermée      | i, ĩ       |            |          |          |             | u, ũ        |
| Mi-fermée   |            | e, ẽ       |          |          | o, õ        |             |
| Moyenne     |            |            |          | ə, ə̃     |             |             |
| Mi-ouverte  |            |            |          |          | (ɔ, ɔ̃)      |             |
| Pré-ouverte |            |            | æ, æ̃     |          |             |             |
| Ouverte     |            |            | a, ã     | a, ã     |             |             |

### Consonnes
|                   | Bilabiale | Bilabiale | Labio- dentale | Labio- dentale | Alvéolaire | Alvéolaire | Palato- alvéolaire | Palato- alvéolaire | Rétroflexe | Rétroflexe | Palatale | Palatale | Vélaire | Vélaire | Labio- vélaire | Labio- vélaire | Glottale | Glottale |
| ----------------- | --------- | --------- | -------------- | -------------- | ---------- | ---------- | ------------------ | ------------------ | ---------- | ---------- | -------- | -------- | ------- | ------- | -------------- | -------------- | -------- | -------- |
| Occlusive         | p         | b         |                |                | t          | d          |                    |                    | ʈ          | ɖ          |          |          | k       | ɡ       |                |                |          |          |
| Occlusive aspirée | pʰ        | bʱ        |                |                | tʰ         | dʱ         |                    |                    | ʈʰ         | ɖʱ         |          |          | kʰ      | ɡʱ      |                |                |          |          |
| Affriquée         |           |           |                |                |            |            | tʃ                 | dʒ                 |            |            |          |          |         |         |                |                |          |          |
| Affriquée aspirée |           |           |                |                |            |            | tʃʰ                | dʒʱ                |            |            |          |          |         |         |                |                |          |          |
| Nasale            | m         | m         |                |                | n          | n          |                    |                    | (ɳ)        | (ɳ)        | (ɲ)      | (ɲ)      | ŋ       | ŋ       |                |                |          |          |
| Fricative         |           |           |                |                | s          | s          | (ʃ)                | (ʃ)                | (ʂ)        | (ʂ)        |          |          |         |         |                |                | h        | h        |
| Battue            |           |           |                |                | ɾ          | ɾ          |                    |                    | (ɽ, ɽʱ)    | (ɽ, ɽʱ)    |          |          |         |         |                |                |          |          |
| Spirante          |           |           |                |                | l          | l          |                    |                    |            |            | j        | j        |         |         | w              | w              |          |          |

## Comparaison
Peu de traductions du français au maïthili :
- oui - haan;
- non - nai;
- soif - pyas;
- faim - bhook;
- eau - paain;
- aliment - khana;
- dieu - bhagvan;
- sexe - kaam;
- travail - kaam;
- femme - maugi.